# Nordiska rådets priser 2021
Nordiska rådets priser 2021 delades ut i de fem kategorierna litteratur, barn- och ungdomslitteratur, film, musik och natur och miljö. Pristagarna tillkännagavs under en prisceremoni i Köpenhamn.

## Pristagare och nominerade

### Barn- och ungdomslitteratur
Följande nominerades till Nordiska rådets pris för barn- och ungdomslitteratur:
| Författare                              | Illustratör     | Svensk titel                         | Ursprungstitel                           | Genre        | Land     |
| --------------------------------------- | --------------- | ------------------------------------ | ---------------------------------------- | ------------ | -------- |
| Elin Persson                            |                 | De afganska sönerna                  | De afganska sönerna                      | Ungdomsbok   | Sverige  |
| Zakiya Ajmi                             |                 |                                      | Vulkan                                   | Ungdomsroman | Danmark  |
| Adam O.                                 |                 |                                      | Den rustne verden, 3 – Ukrudt            | Framtidsepos | Danmark  |
| Linda Bondestam                         |                 | Mitt bottenliv – av en ensam axolotl | Mitt bottenliv – av en ensam axolotl     | Bilderbok    | Finland  |
| Siiri Enoranta                          |                 |                                      | Kesämyrsky                               | Roman        | Finland  |
| Marjun Syderbø Kjelnæs                  |                 |                                      | Sum rótskot                              | Ungdomsroman | Färöarna |
| Bolatta Silis-Høegh                     |                 |                                      | Aima Qaqqap Arnaalu                      | Bilderbok    | Grönland |
| Arndís Thórarinsdóttir och Hulda Sigrún |                 |                                      | Blokkin á heimsenda                      | Ungdomsroman | Island   |
| Lóa H. Hjálmtýsdóttir                   |                 |                                      | Grísafjördur: Ævinyri um vináttu og fjör | Ungdomsroman | Island   |
| Ole Kristian Løyning                    | Ronny Haugeland |                                      | Min venn, Piraten                        | Barnbok      | Norge    |
| Peter F. Strassegger                    |                 |                                      | Aleksander den store                     | Ungdomsroman | Norge    |
| Ylva Karlsson                           | Sara Lundberg   | Jag och alla                         | Jag och alla                             | Bilderbok    | Sverige  |
| Karin Erlandsson                        | Peter Bergting  | Nattexpressen                        | Nattexpressen                            | Ungdomsroman | Sverige  |

### Film
Följande nominerades till Nordiska rådets filmpris:
| Ursprungstitel | Regissör               | Manusförfattare        | Producent                    | Land    |
| -------------- | ---------------------- | ---------------------- | ---------------------------- | ------- |
| Flugt          | Jonas Poher Rasmussen  | Amin                   | Monica Hellström             | Danmark |
| Ensilumi       | Hamy Ramezan           | Antti Rautava          | Jussi Rantamäki              | Finland |
| Alma           | Kristín Jóhannesdóttir | Kristín Jóhannesdóttir | Guðrún Edda Thórhannesdóttir | Island  |
| Gunda          | Victor Kossakovsky     | Victor Kossakovsky     | Anita Rehoff Larsen          | Norge   |
| Tigrar         | Ronnie Sandahl         | Ronnie Sandahl         | Piodor Gustafsson            | Sverige |

### Musik
Följande nominerades till Nordiska rådets musikpris:
| Verk | Tonsättare               | Land     |
| ---- | ------------------------ | -------- |
|      | Eivør Pálsdóttir         | Färöarna |
|      | Jakob Kullberg           | Danmark  |
|      | Theatre of Voices        | Danmark  |
|      | Anu Komsi                | Finland  |
|      | Verner Pohjola           | Finland  |
|      | Gerth W. Lyberth         | Grönland |
|      | Thorgerður Ingólfsdóttir | Island   |
|      | Víkingur Ólafsson        | Island   |
|      | Stian Cartensen          | Norge    |
|      | Lise Davidsen            | Norge    |
|      | Studio Barnhus           | Sverige  |
|      | Lena Willemark           | Sverige  |
|      | Peter Hägerstrand        | Åland    |

### Miljö
Följande nominerades till Nordiska rådets miljöpris på årets tema "Hållbara livsmedelssystem":
| Initiativ                                       | Beskrivning                                                                                          | Land     |
| ----------------------------------------------- | --- | -------- |
| Tankesmedjan Concitos "Den store klimadatabase" | "Ger konsumenter och producenter överblick över vanliga livsmedels CO2-avtryck"                      | Danmark  |
| Carbon Action                                   | "Forskningsbaserad förändring av vår livsmedelsproduktion och vårt jordbruk till regenerativ praxis" | Finland  |
| Matkovin                                        | "Digital plattform som förstärker den lokala livsmedelsproduktionen på Färöarna"                     | Färöarna |
| Greenlandic Greenhouse                          | "Hållbara grönsaker i ett växthus i Nuuk ger tillgång till lokala livsmedel"                         | Grönland |
| Thor Ice Chilling Solutions                     | "En teknologisk lösning för snabb nedkylning av livsmedel"                                           | Island   |
| Framtiden i våre hender                         | "Faktabaserad kunskap om hållbarhetskonsekvenserna av livsmedelsproduktion och -konsumtion"          | Norge    |
| Projektet Svensk Kolinlagring                   | "Omställning till regenerativt jordbruk genom forskningsutbyte, forskning och praxis"                | Sverige  |
| Mattas Gårdsmejeri                              | "Lokalt gårdsmejeri med ekologisk mjölkproduktion"                                                   | Åland    |